# 拿騷省
拿骚省（德語：Provinz Nassau）在1944年至1945年间是普鲁士的一个省。
尽管自1933年以来所有德国的邦国国家实际上已解散，但纳粹政府于1944年4月1日颁布法令，将普鲁士黑森-拿骚省一分为二，并于1944年7月1日生效。这两个新省是黑森省和拿骚省。
该名称来自前拿骚公国（1806-1866年），普鲁士在普奥战争后将其吞并，并划入黑森-拿骚省的一部分。
二战结束后，拿骚省落入美国管理之下。1945年9月19日，美国占领军解散了拿骚省，将其并入了大黑森。仅仅一年多后，大黑森州改制，成为了现代的德国黑森州。拿骚省的一小部分也划入了莱茵兰-普法尔茨。